# Sainte-Radegonde (Deux-Sèvres)
Sainte-Radegonde è un comune francese di 2 017 abitanti situato nel dipartimento delle Deux-Sèvres nella regione della Nuova Aquitania.

## Società

### Evoluzione demografica
Abitanti censiti